# Wassili Wladimirowitsch Chmelewski
Wassili Wladimirowitsch Chmelewski (russisch Василий Владимирович Хмелевский, engl. Transkription Vasiliy Khmelevskiy; * 14. Januar 1948 in Mikalaikowtschschina, Hrodsenskaja Woblasz, Weißrussische SSR; † 2002) war ein sowjetischer Hammerwerfer.
1970 gewann er Silber bei der Universiade.
Bei den Olympischen Spielen 1972 in München gewann er mit 74,04 m die Bronzemedaille hinter seinem Landsmann Anatolij Bondartschuk (75,50 m) und Jochen Sachse aus der DDR (74,96 m).
Seine Bestleistung von 74,98 m stellte er am 8. Juli 1975 in Minsk auf.